# Лангбард Йосип Григорович
Йосип Григорович (Гіршович) Лангбард (рос. Иосиф Григорьевич Лангбард; * 6 (18) січня 1882, Бельск, тепер Польща — † 3 січня 1951, Ленінград) — радянський архітектор, відомий як автор ряду відомих споруд у Білорусі та Україні. Заслужений діяч мистецтв БРСР (1934).

## Життя і творчість

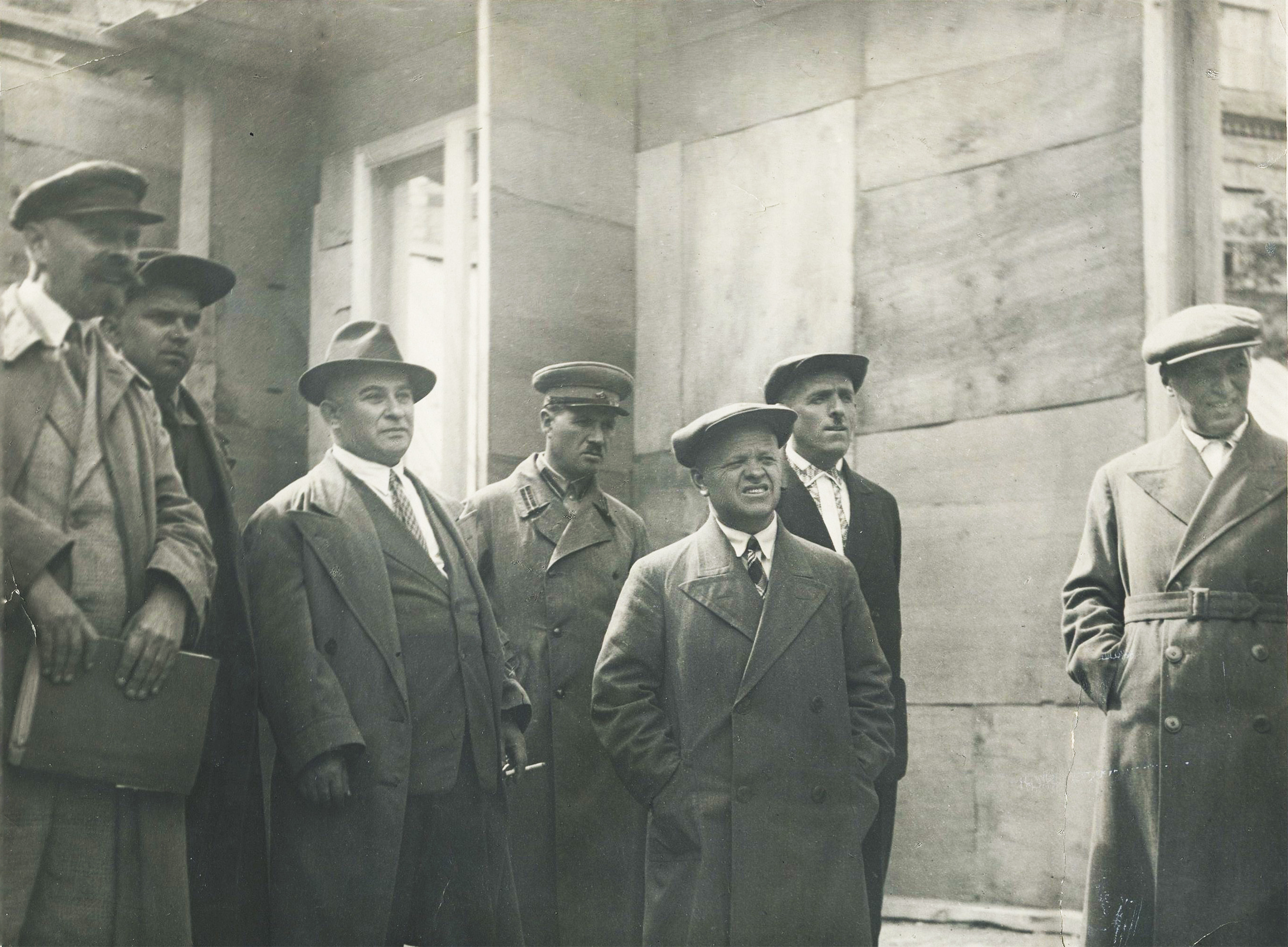
Йосип Лангбард (третій зліва) на будівництві урядового кварталу у Києві, 1936

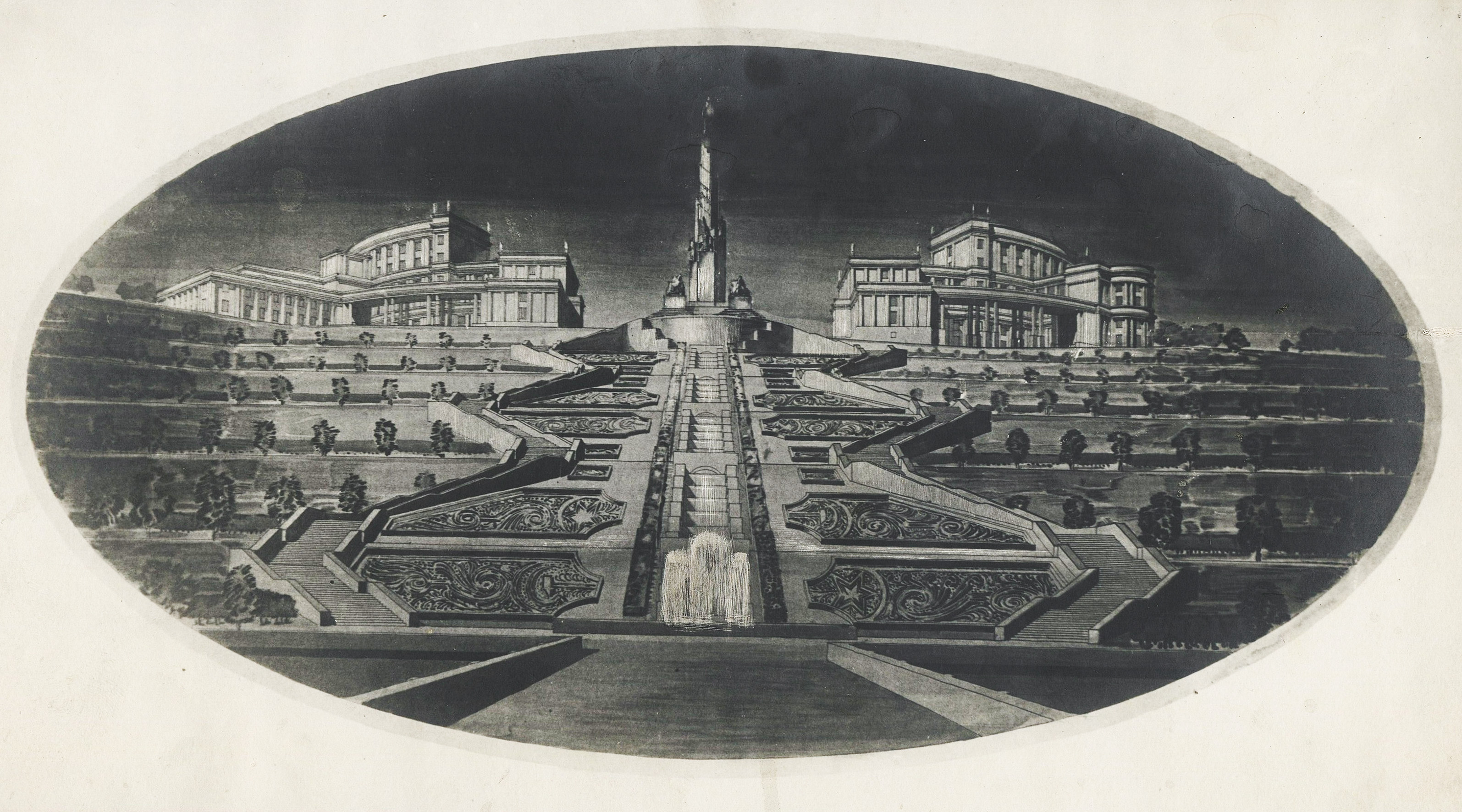
Ескізний проєкт Урядового центра Києва, 1934—1935

Народився у єврейській сім'ї. Батько — Гірш Лангбард.
Закінчив Одеське художнє училище (1906). У 1907 році вступив на архітектурний факультет Петербурзької Академії мистецтв. Його вчителем став професор Олександр Померанцев. Під його керівництвом Лангбард у 1914 році виконав дипломний проєкт на тему «Здание Государственного Совета», після захисту якого отримав звання архітектора-художника. З 1935 до 1950 року викладав у Академії мистецтв, з 1939 р. — професор Академії мистецтв.
На початку 1930-х років отримав завдання на проєктування різних будівель на території Білорусі та України.
Запрошений для забудови центру Мінська. Запропонував макети трьох будівель: Будинок уряду, Театр опери та балету і Дім Червоної Армії. Побудова Будинку уряду тривала з 1930 до 1934 року, а цю будівлю досі вважають одним із найвеличніших творінь архітектора. Перед Будинком уряду встановлений пам'ятник Ленінові, теж спроєктований Лангбардом. Також став автором таких відомих будівель Мінська як, наприклад, Театр опери і балету, Центральний дім офіцерів (колишній Дім Червоної Армії), Академія наук Білорусі, Національний академічний театр ім. Янки Купала та кінотеатр «Перемога».
Частково варіант і пропозиції Йосипа Лангбарда були реалізовані під час забудови запланованого комплексу партійно-урядових організацій у Києві другої половини 1930-х років. Архітектор запропонував побудувати дві симетричні будівлі ЦК КП(б) (на місці Трьохсвятительської церкви) і Раднаркому (на території Михайлівського монастиря). Між ними за проєктом повинен був стояти 100-метровий пам'ятник Ленінові, від якого широкі сходи вели б до Дніпра (на місці фунікулера). Перед будівлями була запроєктована величезна площа для парадів і маніфестацій з викладеною з червоного граніту величезною зіркою, а пам'ятник Богданові Хмельницькому мав бути перенесений на інше місце. Єдина здійснена із задуманого Лангбардом споруда ансамблю — будівля ЦК КП(б)У (нині будинок Міністерства закордонних справ), що споруджена на місці Трьохсвятительської церкви і її дзвіниці.
Автор пам'ятника Тарасові Григоровичу Шевченку в Харкові, який вважають одним із найкрасивіших пам'ятників Т. Шевченкові у світі.
Нагороджений орденом «Знак Пошани».
Попри те, що основні роботи виконував у БРСР і УРСР, до кінця життя жив у Ленінграді, де й помер 3 січня 1951 року.

## Галерея

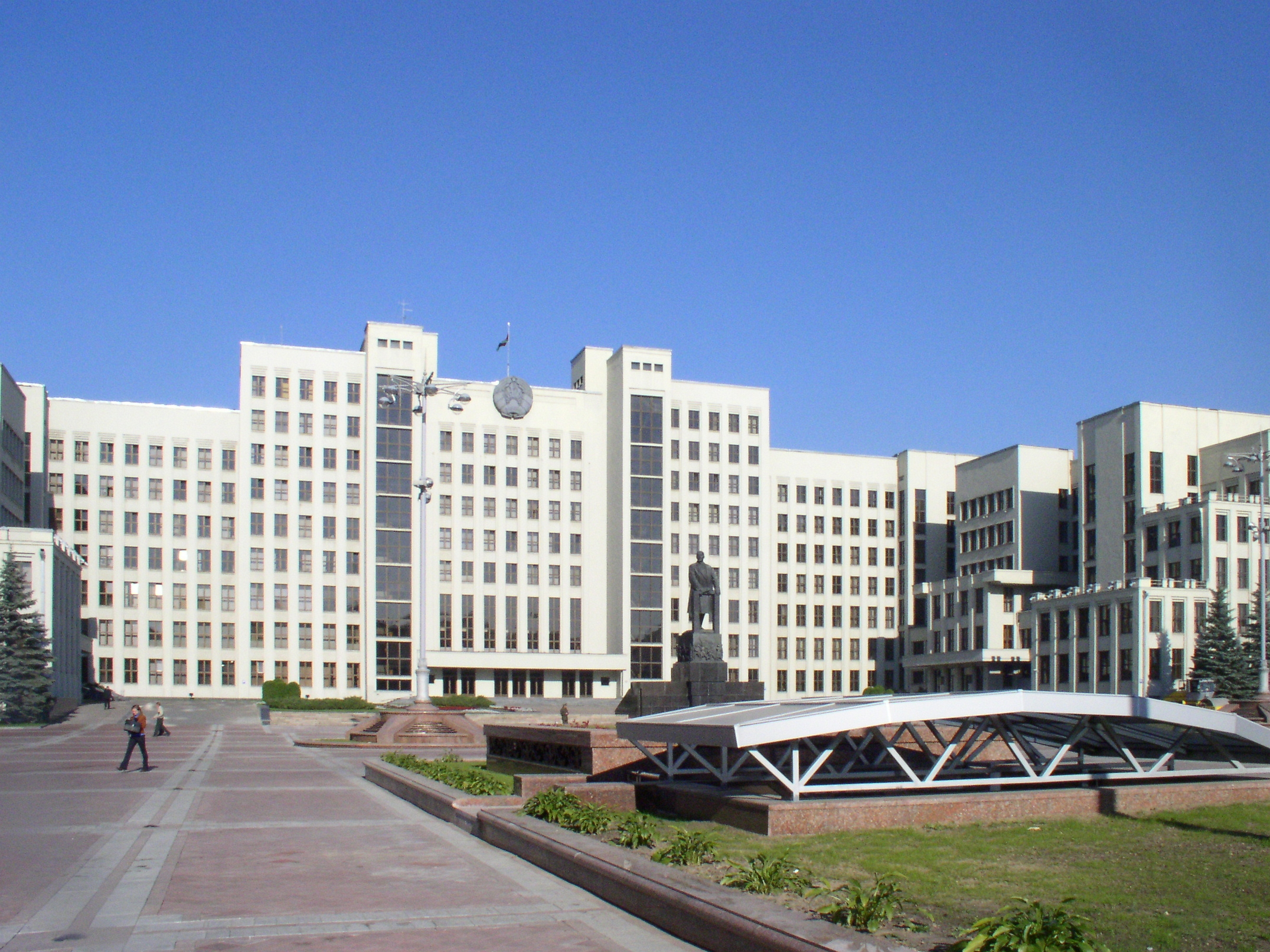
Будинок уряду (Мінськ)
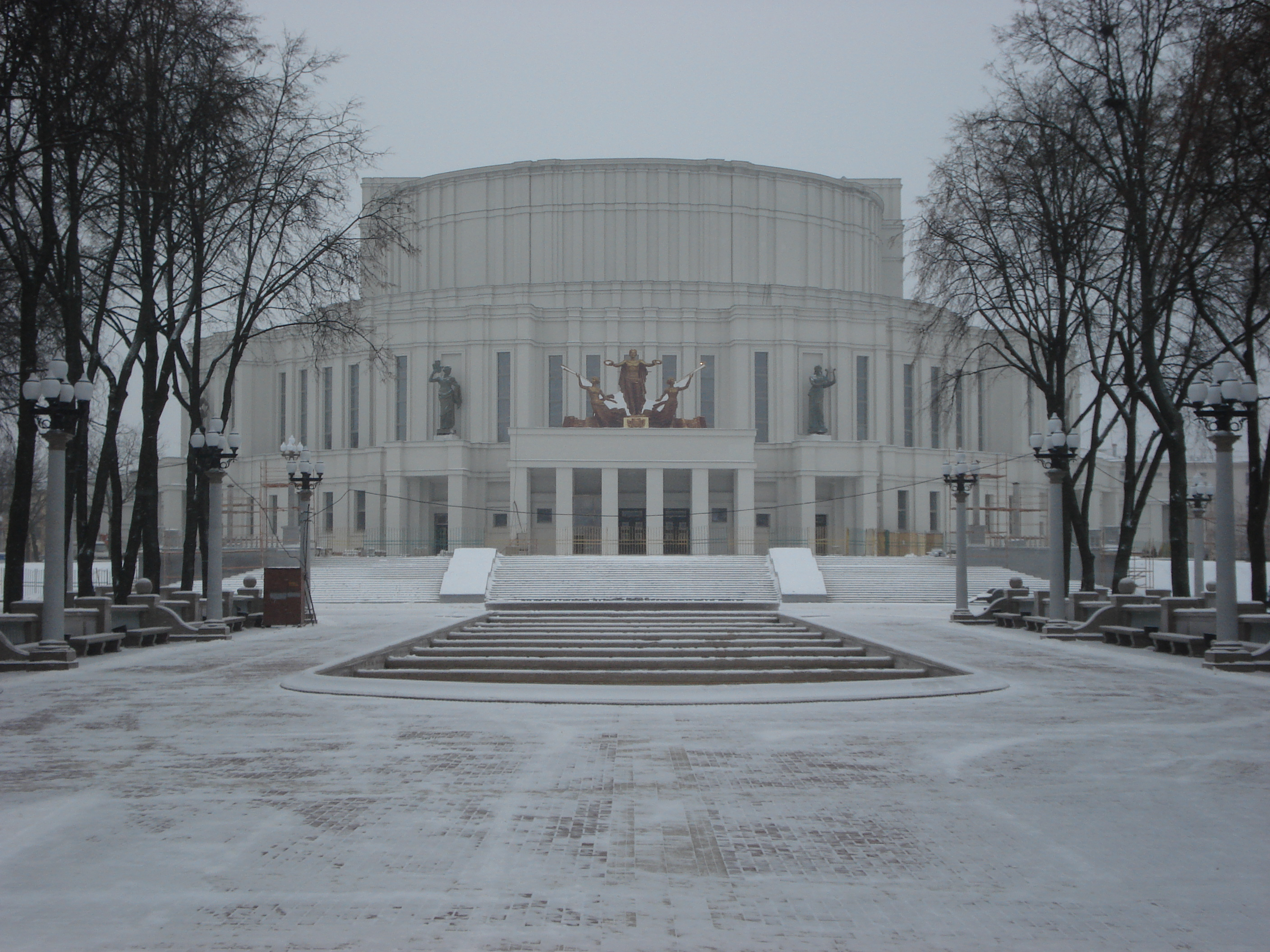
Театр опери і балету (Мінськ)
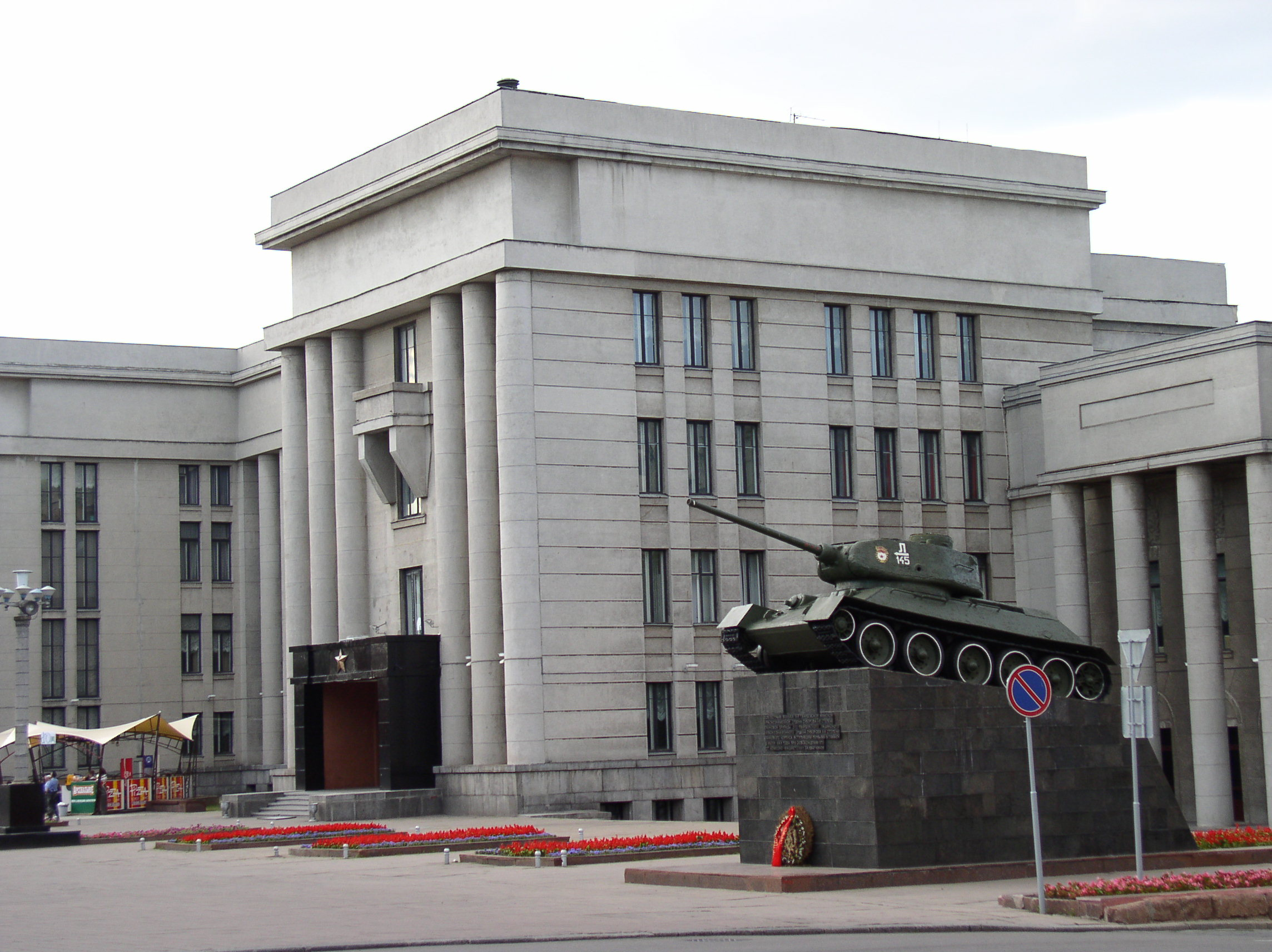
Центральний дім офіцерів (колишній Дім Червоної Армії, Мінськ)
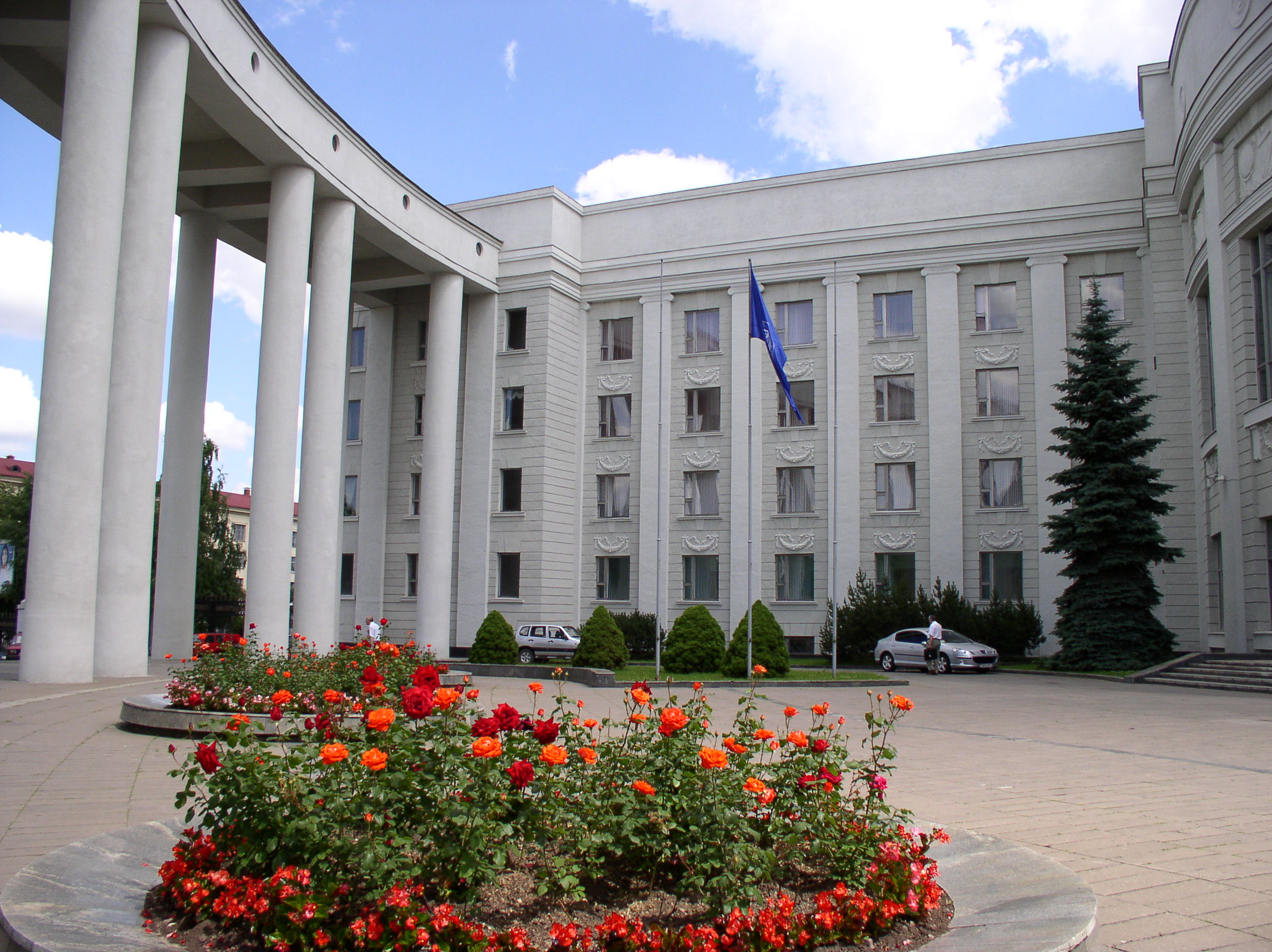
Академія наук Білорусі (Мінськ)
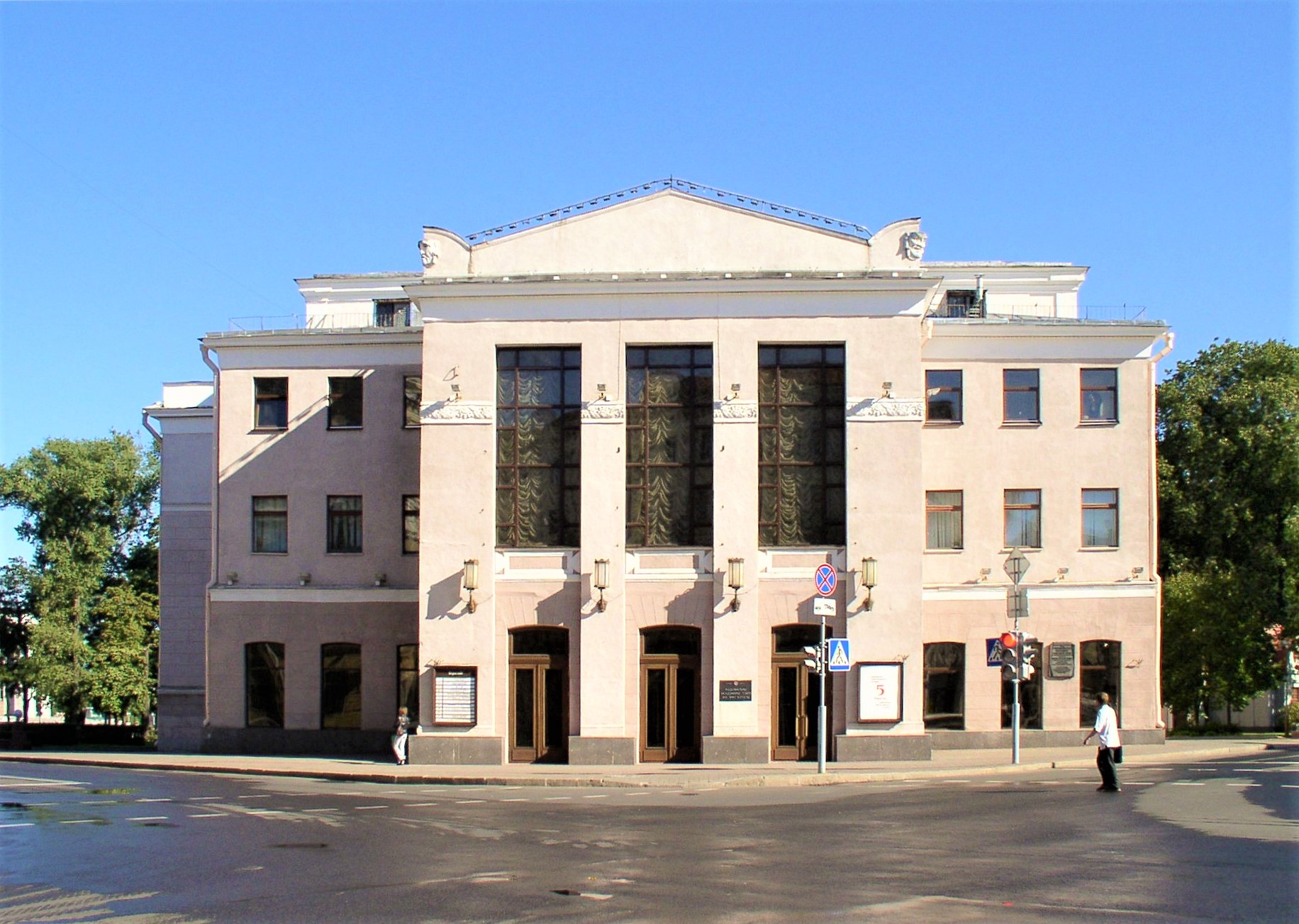
Національний академічний театр ім. Янки Купала (Мінськ)
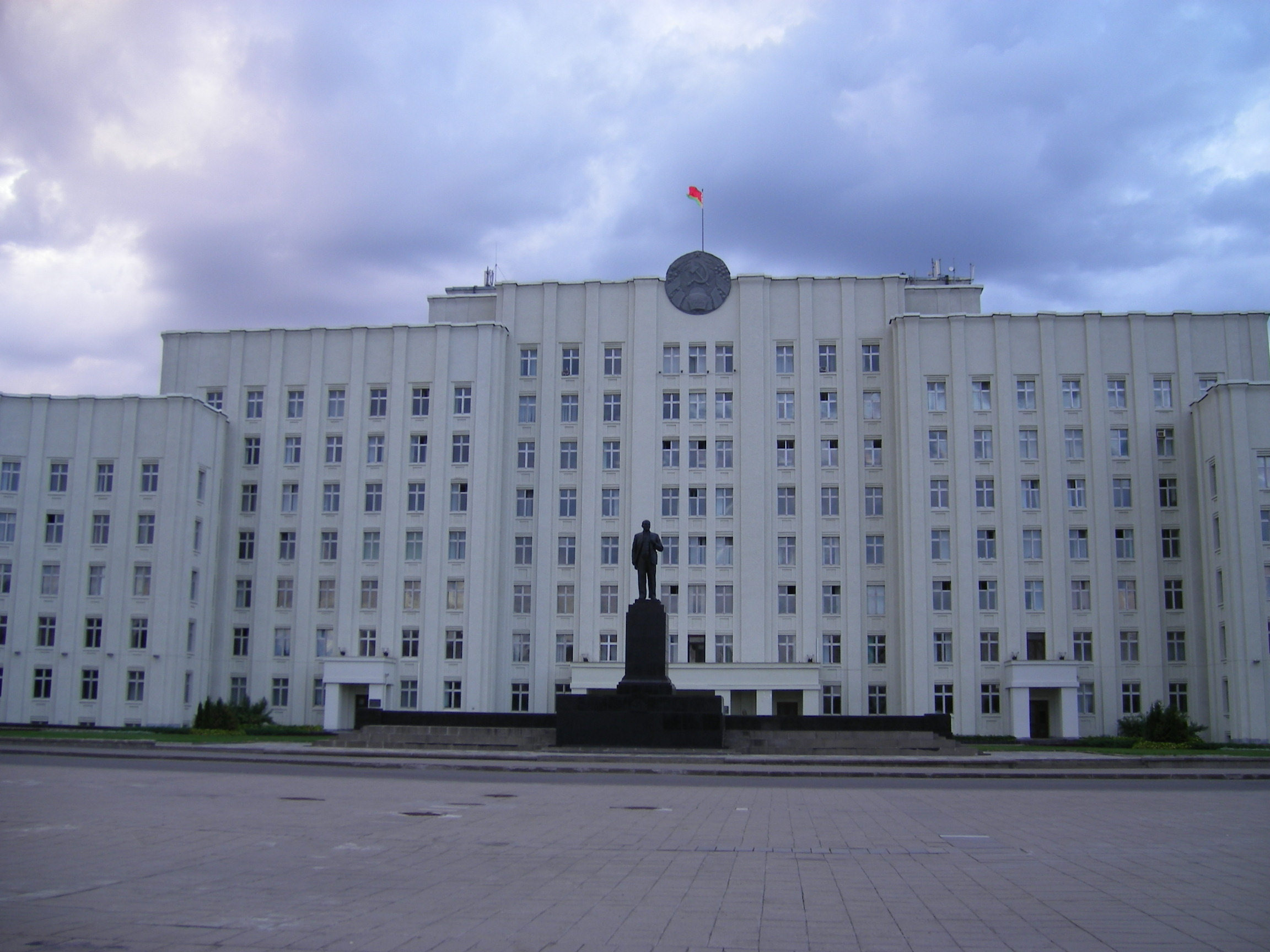
Будинок Рад (Могильов)
Пам'ятник Тарасові Шевченку (Харків)
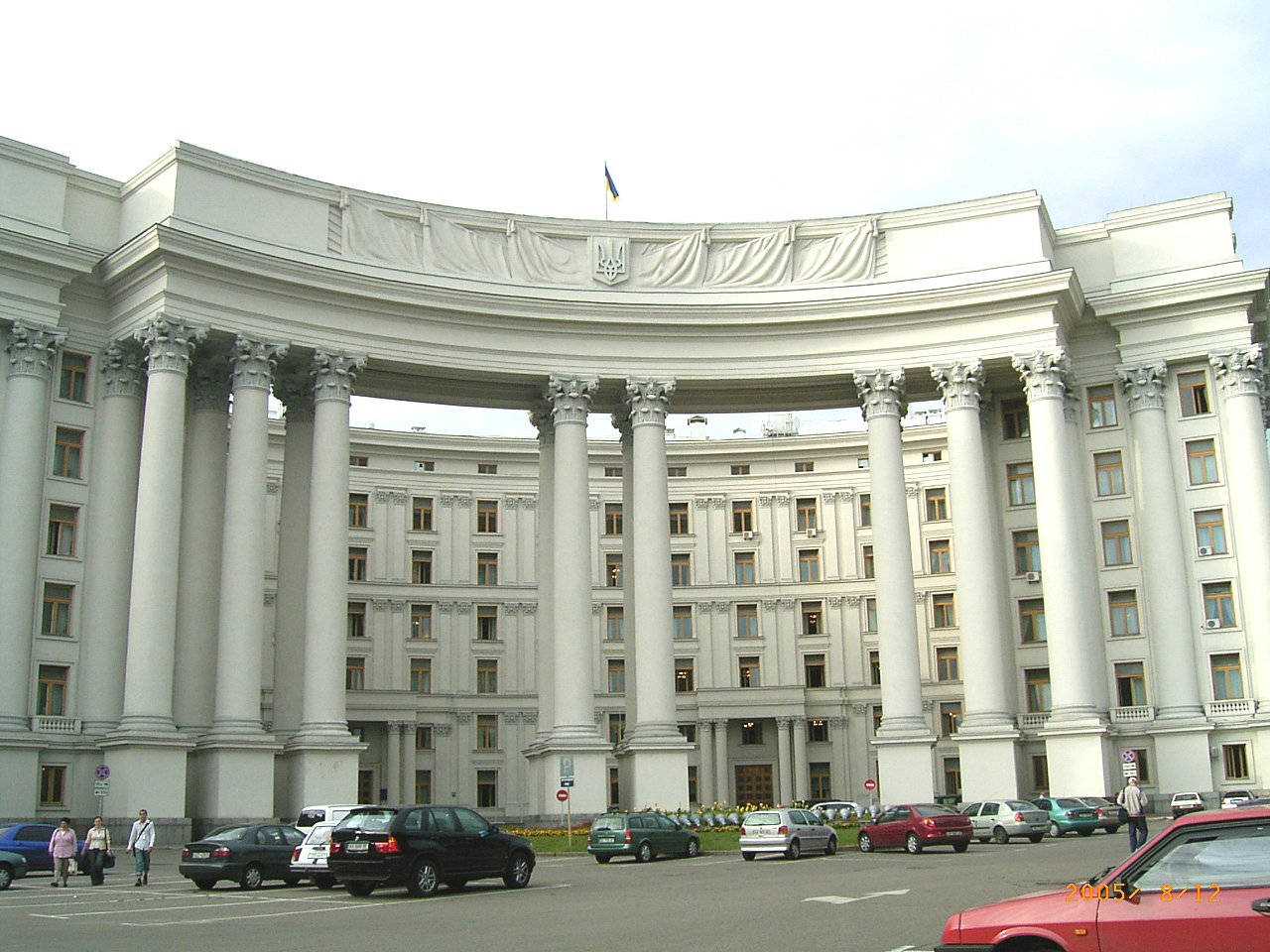
Будівля міністерства закордонних справ України (колишня будівля ЦК КП(б)У, Київ)